# Avia Solutions Group Arena
Twinsbet Arena (anteriormente conocido como Siemens Arena) es un pabellón cubierto para la práctica de deportes y entretenimiento ubicado en la ciudad de Vilna, Lituania. El pabellón es local para el equipo de baloncesto de BC Wolves. Es la segunda arena de deporte más grande en Lituania (después de Žalgiris Arena) y su capacidad es de alrededor de 11 000 espectadores. 

## Eventos
En "Siemens Arena" han actuado las estrellas de clase mundial como Metallica, Phil Collins, Patricia Kaas, t.A.T.u., Deep Purple, Sting, Chris Rea, Paco de Lucía, Toto Cutugno, Ozzy Osbourne, Simple Minds, Simply Red, Nazareth, Scorpions, Depeche Mode, Enrique Iglesias, Linkin Park, Lenny Kravitz, Dima Bilan, Avril Lavigne, Snoop Dogg, Backstreet Boys, R.E.M y/o Helena Paparizou, David Guetta ft. Kelly Rowland, Kylie Minogue.
La mayoría de los eventos en este pabellón son los deportes, especialmente los partidos de baloncesto de BC Wolves en Euroliga, LKL, BBL y VTB United League. 
Entre el 7 y el 12 de septiembre de 2011 se diputaran en este pabellón los partidos de la segunda fase del EuoBasket 2011.
Entre el 29 de septiembre y el 2 de octubre de 2011 se disputarán en este pabellón los partidos del grupo A de la clasificación para la Euroliga de la temporada 2011-2012. Los equipos que lucharan por el último billete al torneo serán el local BC Lietuvos Rytas de Vilna, ASVEL Lyon-Villeurbanne, BCM Gravelines y Cholet Basket de Francia, Galatasaray Café Crown de Turquía, KK Buducnost de Montenegro, Cibona Zagreb de Croacia y PAOK Salónica BC de Grecia.

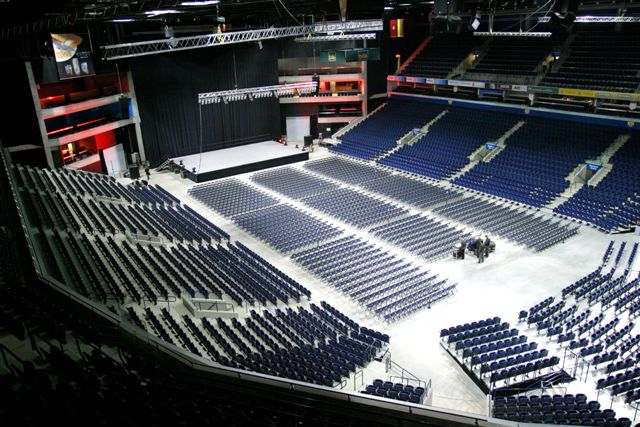
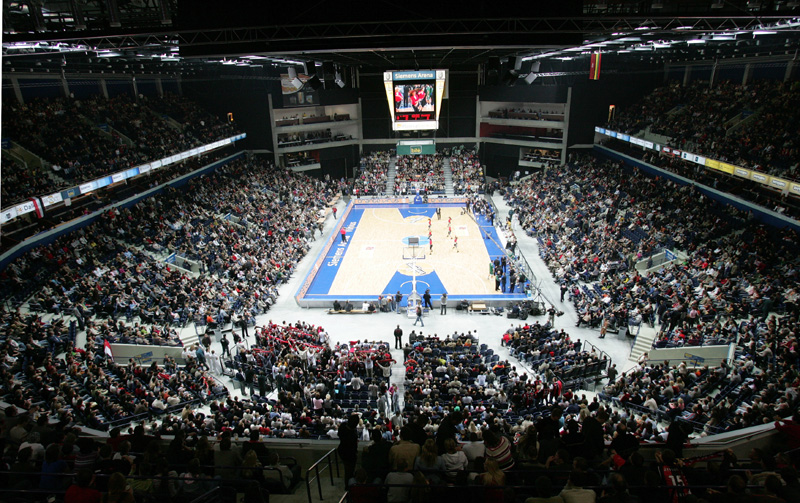
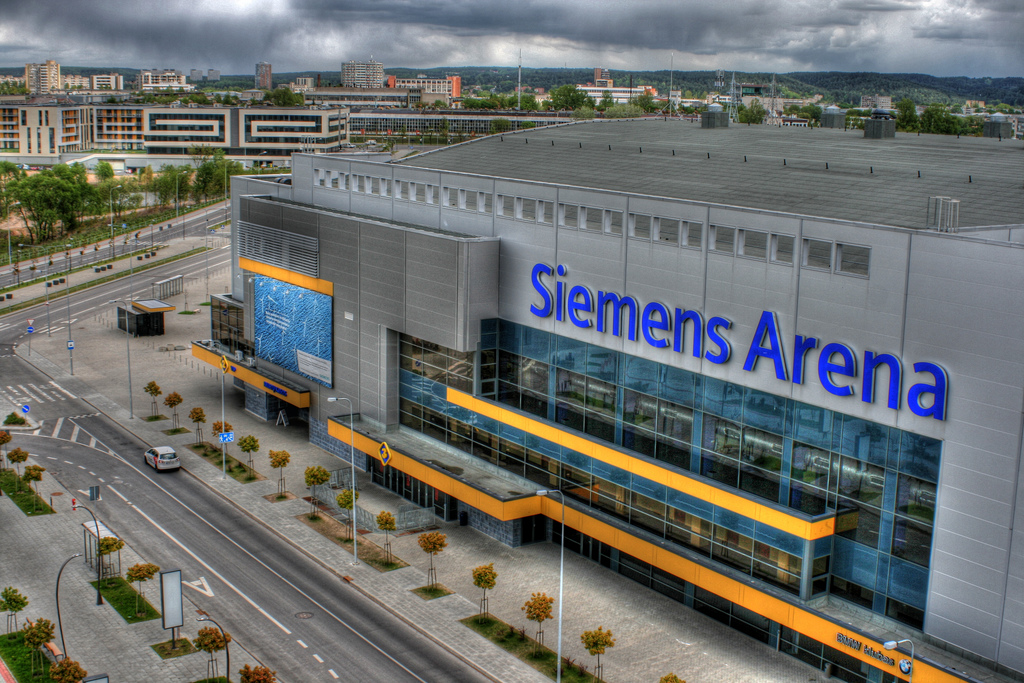
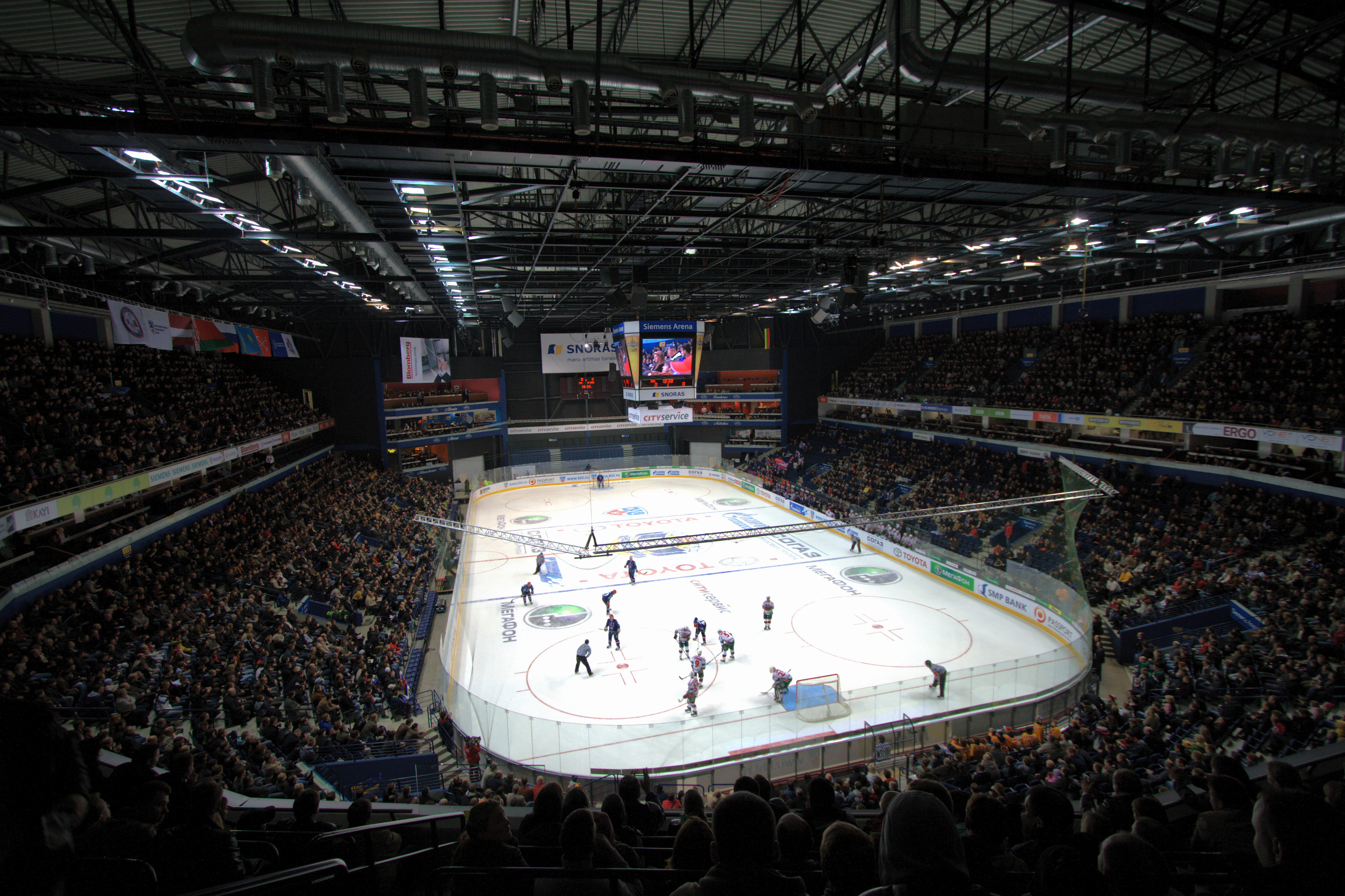